# Florian Brandl
Florian Brandl (* 1979 in München) ist ein deutscher Jazzmusiker (Trompete, Komposition).

## Leben und Wirken
Brandl lernte zunächst Akkordeon und Klavier; mit elf Jahren begann er schließlich Trompete zu spielen. Nach dem Abitur am Pestalozzi-Gymnasium in München studierte er Jazztrompete am Richard-Strauss-Konservatorium in München bei Claus Reichstaller, wo er 2004 sein pädagogisches Diplom erhielt. Seitdem spielte er in diversen Bigbands und Jazzensembles; so arbeitete er mit Sam Rivers, Don Byron, Franco D’Andrea, Thomas Zoller, Roman Schwaller, Johannes Enders, Gary Smulyan, Dusko Goykovich, Gàbor Bolla und Harald Rüschenbaum. Zudem wirkte er als Musiker in Theater- und Musicalproduktionen. Zwischen 2016 und 2018 absolvierte er ein aufbauendes Masterstudium an der Hochschule für Musik Carl Maria von Weber Dresden bei Malte Burba, Sebastian Studnitzky und Tobias Willner.
Brandl legte unter eigenem Namen zwei Alben bei Timezone vor. Er ist weiterhin auf Alben von Wincent Weiss und Autozynik zu hören.

## Diskographische Hinweise
- Dresden (2019, mit Sam Hylton, Rene Haderer, Matthias Gmelin)[1]
- Rejuvenation (2015, mit Josef Reßle, Rene Haderer, Shinya Fukumori)